# Durmignat
Durmignat é uma comuna francesa na região administrativa de Auvérnia-Ródano-Alpes, no departamento Puy-de-Dôme. Estende-se por uma área de 12,44 km². Em 2010 a comuna tinha 215 habitantes (densidade: 17,3 hab./km²).